# 長良大橋
長良大橋（ながらおおはし）は、岐阜県岐阜市と同県大垣市を結ぶ、長良川に架かる岐阜県道31号岐阜垂井線の橋梁である。1974年（昭和49年）3月31日までは国道21号だった。

## 概要
岐阜県の、昭和恐慌による失業者への救済策である「岐垣国道改築工事事業」の一つとして、長良川に架橋された。
道路・鉄道併用橋として竣工したが、鉄道計画は事業化されず、1964年（昭和39年）に軌道敷は道路床版に改められ、道路専用橋となった。
公益社団法人土木学会が選奨土木遺産に認定したほか、岐阜県は歴史的土木構造物としている。